# Alexandr Sjomin
Alexandr Valerjevič Sjomin (rusky Александр Валерьевич Сëмин, * 3. března 1984, Krasnojarsk, Sovětský svaz) je bývalý ruský hokejový útočník.

## Hráčská kariéra

### Klubová kariéra
Hokejově vyrostl ve škole Traktoru Čeljabinsk, kde také v sezóně 2001/2002 poprvé nastoupil v profesionální soutěži – druhé ruské nejvyšší lize. Po sezóně byl draftován do NHL týmem Washington Capitals z celkově 13. místa. Zůstal však ještě rok v Rusku v Ladě Togliatti v ruské hokejové superlize. V sezóně 2002/2003 debutoval v NHL a ve svém prvním roce si připsal 22 kanadských bodů. Během výluky v NHL 2004/2005 se vrátil do Lady Togliatti, kde také odsloužil rok povinné vojenské služby. Ta je však v Rusku povinná na dva roky a to byl jeden z důvodů, proč se v další sezóně, kdy už se NHL opět rozběhla, nevrátil do Washingtonu. Capitals podnikali kroky, aby jej přitáhli zpět do svého týmu, podpořil je i komisař NHL Gary Bettman, přesto nebyli úspěšní. Lada Togliatti Sjomina vzhledem k finanční tísni uvolnila a sezónu tak dohrál v jiném celku ruské superligy – Chimiku Moskevská oblast. Po splnění vojenských povinností souhlasil s návratem do NHL, 11. dubna 2006 podepsal s Washingtonem dvouletý kontrakt a ukončil tak spory s klubem. V sezóně 2006/2007 zdatně sekundoval klubovému spoluhráči Alexandru Ovečkinovi a se 38 góly a 73 body byl druhým nejproduktivnějším hráčem týmu. S Ovečkinem byl součástí přesilovkové formace a příležitostně spolu hrávali také v prvním útoku. Další sezóna se mu však nevyvedla, nasbíral jen 42 bodů. Na výsluní se vrátil v ročníku 2008/2009, kdy zpočátku vedl bodování ligy, později jej však omezovalo zranění, kvůli kterému 20 utkání vynechal. V sezóně 2009/2010 rovněž odehrál výborně základní část, v playoff však v sedmi utkáních proti Montreal Canadiens zaznamenal jen dvě asistence. 26. července 2012 podepsal s týmem Carolina Hurricanes roční smlouvu s platem na sedm miliónů dolarů.

### Reprezentace
Rusko reprezentoval v juniorských kategoriích i na Zimních olympijských hrách 2010. Hrál také pětkrát na seniorském mistrovství světa, odkud má kompletní medailovou sbírku – zlato z roku 2008, stříbro z roku 2010 a bronz 2005.

## Úspěchy a ocenění
Týmové
- 2002 – Stříbro na Mistrovství světa do 18 let (Rusko)
- 2005 – Bronz na MS v ledním hokeji. (Rusko)
- 2008 – Zlato na MS v ledním hokeji. (Rusko)
- 2010 – Presidents' Trophy (Washington Capitals)
- 2010 – Stříbro na MS v ledním hokeji. (Rusko)
- 2012 – Zlato na MS. (Rusko)

Individuální
- Trofej Alexeje Čerepanova – 2002-03
- Jmenován Hvězdou měsíce v NHL – říjen 2008

## Prvenství
- Debut v NHL – 14. října 2003 (Montreal Canadiens proti Washington Capitals)
- První asistence v NHL – 14. října 2003 (Montreal Canadiens proti Washington Capitals)
- První gól v NHL – 31. října 2003 (Washington Capitals proti Atlanta Thrashers, finskému brankáři Pasi Nurminen)
- První hattrick v NHL – 7. října 2006 (Washington Capitals proti Carolina Hurricanes)

## Klubová statistika
| Sezóna      | Klub                      | Soutěž      |     | Základní část | Základní část | Základní část | Základní část | Základní část |    | Play off | Play off | Play off | Play off | Play off |
| Sezóna      | Klub                      | Soutěž      | Z   | G             | A             | B             | TM            | Z             | G  | A        | B        | TM       |          |          |
| 2001–02     | Traktor Čeljabinsk        | RUS-2       | 46  | 13            | 8             | 21            | 52            | —             | —  | —        | —        | —        |          |          |
| 2002–03     | HK Lada Toljatti          | RSL         | 47  | 10            | 7             | 17            | 36            | 10            | 5  | 3        | 8        | 10       |          |          |
| 2003–04     | Washington Capitals       | NHL         | 52  | 10            | 12            | 22            | 36            | —             | —  | —        | —        | —        |          |          |
| 2003–04     | Portland Pirates          | AHL         | 4   | 3             | 1             | 4             | 6             | 7             | 4  | 7        | 11       | 19       |          |          |
| 2004–05     | HK Lada Toljatti          | RSL         | 50  | 19            | 11            | 30            | 54            | 10            | 1  | 1        | 2        | 0        |          |          |
| 2005–06     | HK Lada Toljatti          | RSL         | 16  | 5             | 4             | 9             | 52            | —             | —  | —        | —        | —        |          |          |
| 2005–06     | Atlant Mytišči            | RSL         | 26  | 3             | 7             | 10            | 26            | 8             | 3  | 2        | 5        | 6        |          |          |
| 2006–07     | Washington Capitals       | NHL         | 77  | 38            | 35            | 73            | 90            | —             | —  | —        | —        | —        |          |          |
| 2007–08     | Washington Capitals       | NHL         | 63  | 26            | 16            | 42            | 54            | 7             | 3  | 5        | 8        | 8        |          |          |
| 2008–09     | Washington Capitals       | NHL         | 62  | 34            | 45            | 79            | 77            | 14            | 5  | 9        | 14       | 16       |          |          |
| 2009–10     | Washington Capitals       | NHL         | 73  | 40            | 44            | 84            | 66            | 7             | 0  | 2        | 2        | 4        |          |          |
| 2010–11     | Washington Capitals       | NHL         | 65  | 28            | 26            | 54            | 71            | 9             | 4  | 2        | 6        | 8        |          |          |
| 2011–12     | Washington Capitals       | NHL         | 77  | 21            | 33            | 54            | 56            | 14            | 3  | 1        | 4        | 10       |          |          |
| 2012–13     | Sokol Krasnojarsk         | VHL         | 4   | 2             | 2             | 4             | 8             | —             | —  | —        | —        | —        |          |          |
| 2012–13     | Torpedo Nižnij Novgorod   | KHL         | 20  | 7             | 10            | 17            | 10            | —             | —  | —        | —        | —        |          |          |
| 2012-13     | Carolina Hurricanes       | NHL         | 44  | 13            | 31            | 44            | 14            | —             | —  | —        | —        | —        |          |          |
| 2013-14     | Carolina Hurricanes       | NHL         | 65  | 22            | 20            | 42            | 42            | —             | —  | —        | —        | —        |          |          |
| 2014-15     | Carolina Hurricanes       | NHL         | 57  | 6             | 13            | 19            | 32            | —             | —  | —        | —        | —        |          |          |
| 2015-16     | Montreal Canadiens        | NHL         | 15  | 1             | 3             | 4             | 12            | —             | —  | —        | —        | —        |          |          |
| 2015-16     | Metallurg Magnitogorsk    | KHL         | 20  | 5             | 9             | 14            | 43            | 23            | 7  | 7        | 15       | 20       |          |          |
| 2016-17     | Metallurg Magnitogorsk    | KHL         | 58  | 16            | 14            | 30            | 38            | 18            | 0  | 2        | 2        | 20       |          |          |
| 2017-18     | Sokol Krasnojarsk         | VHL         | 31  | 8             | 20            | 28            | 30            | 8             | 5  | 3        | 8        | 36       |          |          |
| 2018-19     | HK Viťaz Moskevská oblast | KHL         | 54  | 19            | 22            | 41            | 43            | 4             | 0  | 1        | 1        | 4        |          |          |
| 2019-20     | HK Viťaz Moskevská oblast | KHL         | 50  | 18            | 20            | 38            | 69            | —             | —  | —        | —        | —        |          |          |
| 2020-21     | HK Viťaz Moskevská oblast | KHL         | 40  | 8             | 11            | 19            | 38            | —             | —  | —        | —        | —        |          |          |
| NHL celkově | NHL celkově               | NHL celkově | 650 | 239           | 278           | 517           | 582           | 51            | 15 | 19       | 34       | 46       |          |          |
| KHL celkově | KHL celkově               | KHL celkově | 242 | 73            | 86            | 159           | 241           | 45            | 7  | 11       | 18       | 45       |          |          |

## Reprezentace
| Rok                    | Tým                    | Soutěž                 | Z  | G  | A  | B  | TM |
| ---------------------- | ---------------------- | ---------------------- | -- | -- | -- | -- | -- |
| 2002                   | Rusko                  | MS 18'                 | 8  | 8  | 7  | 15 | 16 |
| 2004                   | Rusko                  | MSJ                    | 6  | 2  | 2  | 4  | 10 |
| Juniorská reprezentace | Juniorská reprezentace | Juniorská reprezentace | 14 | 10 | 9  | 19 | 26 |
| 2003                   | Rusko                  | MS                     | 6  | 0  | 0  | 0  | 0  |
| 2005                   | Rusko                  | MS                     | 6  | 3  | 0  | 3  | 8  |
| 2006                   | Rusko                  | MS                     | 7  | 3  | 3  | 6  | 8  |
| 2008                   | Rusko                  | MS                     | 9  | 6  | 7  | 13 | 8  |
| 2010                   | Rusko                  | ZOH                    | 4  | 0  | 2  | 2  | 4  |
| 2010                   | Rusko                  | MS                     | 8  | 1  | 4  | 5  | 12 |
| 2012                   | Rusko                  | MS                     | 3  | 2  | 3  | 5  | 0  |
| 2014                   | Rusko                  | ZOH                    | 5  | 0  | 1  | 1  | 0  |
| Seniorská reprezentace | Seniorská reprezentace | Seniorská reprezentace | 48 | 15 | 20 | 35 | 40 |